# Pačejov
Obec Pačejov (v místním nářečí Pačív, německy Patschiw) se nachází v okrese Klatovy v Plzeňském kraji, 27 kilometrů jihovýchodně od Klatov a 9 kilometrů severně od Horažďovic. Žije zde 699 obyvatel. U severozápadní hranice katastrálního území Pačejov pramení Březový potok. V roce 2019 byl Pačejov jmenován vesnicí roku Plzeňského kraje za výborný společenský a sociální život v obci.

## Historie
První písemná zmínka o vesnici pochází z roku 1227.

## Projekty obce
V roce 2020 obec nechala vybudovat vodní nádrž v přírodě pro zachycení vody v přírodě v lokalitě Na Prachárně. Správa železnic zmodernizovala úsek trati 190/191 přes žst. Pačejov, která dostala jedno nové boční nástupiště a jedno ostrovní, vznikl podchod vyzdobený malbami dětí z MŠ a ZŠ Pačejov a modernizace se dočkala také výpravní budova.
V roce 2023 obec zahájila stavbu ČOV, s tím I například nové chodníky u základní školy a obchodu, aktuálně optimalizuje silnice a obecní cesty.

## Části obce
- Pačejov
- Pačejov-nádraží
- Strážovice
- Týřovice
- Velešice

Od roku 1961 do 31. prosince 1975 k obci patřily i Maňovice a od 30. dubna 1976 do 23. listopadu 1990 také Olšany a Kvášňovice.

## Doprava
- Obec obsluhují autobusové linky IDPK

- 932 (Pačejov - Plánice)
- 935 (Horažďovice - Pačejov - Plánice)
- 936 (Horažďovice - Pačejov)

Vlaková linka P1 (Plzeň-Jižní předměstí - Horažďovice předměstí) za vlaky Os, a (Plzeň hlavní nádraží - Strakonice) za vlaky Sp na trati 190/191

## Služby
- V obci se nachází obchod COOP Konzum (ZKD SUŠICE) (Pačejov)
- Železniční stanice (Pačejov-nádraží)
- Obchod TUTY (ZKD SUŠICE) (Pačejov-nádraží)
- Obchod ESO MARKET MANDÁK (Pačejov-nádraží)
- Čerpací stanice AGROPA (Pačejov-nádraží)
- Zdravotní středisko s praktickým lékařem, stomatologem a gynekologem (Pačejov-nádraží)
- Česká pošta (Pačejov-nádraží)
- Domov pro seniory (Pačejov-nádraží)
- Stavebniny STAFIS-KT (Pačejov-nádraží)
- Zásilkovna (Z-BOX) (Pačejov-nádraží)

## Pamětihodnosti
- Venkovská usedlost čp. 45
- Zámeček čp. 30
- Kostel Panny Marie Sněžné